# Municipio de Cass (condado de Greene, Indiana)
El municipio de Cass (en inglés: Cass Township) es un municipio ubicado en el condado de Greene en el estado estadounidense de Indiana. En el año 2010 tenía una población de 358 habitantes y una densidad poblacional de 7,65 personas por km².

## Geografía
El municipio de Cass se encuentra ubicado en las coordenadas 38°55′37″N 87°0′12″O / 38.92694, -87.00333. Según la Oficina del Censo de los Estados Unidos, el municipio tiene una superficie total de 46.82 km², de la cual 45,65 km² corresponden a tierra firme y (2,52 %) 1,18 km² es agua.

## Demografía
Según el censo de 2010, había 358 personas residiendo en el municipio de Cass. La densidad de población era de 7,65 hab./km². De los 358 habitantes, el municipio de Cass estaba compuesto por el 97,21 % blancos, el 0,56 % eran amerindios, el 0,28 % eran isleños del Pacífico, el 0,28 % eran de otras razas y el 1,68 % eran de una mezcla de razas. Del total de la población el 1,4 % eran hispanos o latinos de cualquier raza.